# Liste der Nummer-eins-Hits in Spanien (1987)
Dies ist eine Liste der Nummer-eins-Hits in Spanien im Jahr 1987. Sie basiert auf den offiziellen Chartlisten der Asociación Fonográfica y Videográfica de España (AFYVE, heute Promusicae), der spanischen Landesgruppe der IFPI.

## Singles
| | Liste der Nummer-eins-Hits in Spanien | Liste der Nummer-eins-Hits in Spanien | Liste der Nummer-eins-Hits in Spanien                          | 1988 →                                                                           |
| \| Zeitraum \| Wo. ges. \| Interpret \| Titel Autor(en) \| Zusätzliche Informationen \| \| (Zeitraum, Wochen auf Platz eins, Interpret, Titel, Autor[en], zusätzliche Informationen) \| \| \| \| \| \| ----------------------------------------------------------------------------------------- \| -------- \| --------------- \| -------------------------------------------------------------- \| ----------------------------------------------------------------------------------- \| \| 13. Dezember 1986 – 30. Januar 1987 7 Wochen \| 7 \| Modern Talking \| Geronimo’s Cadillac Dieter Bohlen \| – \| \| 31. Januar 1987 – 10. April 1987 10 Wochen \| 10 \| Europe \| The Final Countdown Joey Tempest \| – \| \| 11. April 1987 – 17. April 1987 1 Woche \| 1 \| Gregory Abbott \| Shake You Down Gregory Joel Abbott \| – \| \| 18. April 1987 – 15. Mai 1987 4 Wochen \| 4 \| The Bangles \| Walk Like an Egyptian Liam Hillard Sternberg \| – \| \| 16. Mai 1987 – 3. Juli 1987 7 Wochen \| 7 \| The Communards \| Multimix \| Exklusiver spanischer Hitmix, nur für die einheimischen Radiostationen erstellt.[1] \| \| 4. Juli 1987 – 2. Oktober 1987 13 Wochen \| 13 \| Desireless \| Voyage, voyage Jean-Michel Rivat, Dominique Dubois \| – \| \| 3. Oktober 1987 – 23. Oktober 1987 3 Wochen \| 3 \| Pet Shop Boys \| It’s a Sin Neil Tennant, Chris Lowe \| – \| \| 24. Oktober 1987 – 27. November 1987 5 Wochen \| 5 \| Los Lobos \| La Bamba Traditional; Text: Richie Valens \| – \| \| 28. November 1987 – 2. Dezember 1987 1 Woche \| 1 \| Michael Jackson \| Bad Michael Joe Jackson \| – \| \| 3. Dezember 1987 – 16. Dezember 1987 2 Wochen (insgesamt 7) \| 7 \| Rick Astley \| Never Gonna Give You Up Mike Stock, Matt Aitken, Pete Waterman \| – \| \| 17. Dezember 1987 – 23. Dezember 1987 1 Woche \| 1 \| C. C. Catch \| Soul Survivor Dieter Bohlen \| – \| \| 24. Dezember 1987 – 13. Januar 1988 3 Wochen (insgesamt 7) \| 7 \| Rick Astley \| Never Gonna Give You Up Mike Stock, Matt Aitken, Pete Waterman \| – \| |                                       |                                       |                                                                |                                                                                  |
| |                                       |                                       |                                                                | → 1988 →                                                                         |
| Zeitraum | Wo. ges.                              | Interpret                             | Titel Autor(en)                                                | Zusätzliche Informationen                                                        |
| (Zeitraum, Wochen auf Platz eins, Interpret, Titel, Autor[en], zusätzliche Informationen) |                                       |                                       |                                                                |                                                                                  |
| 13. Dezember 1986 – 30. Januar 1987 7 Wochen | 7                                     | Modern Talking                        | Geronimo’s Cadillac Dieter Bohlen                              | –                                                                                |
| 31. Januar 1987 – 10. April 1987 10 Wochen | 10                                    | Europe                                | The Final Countdown Joey Tempest                               | –                                                                                |
| 11. April 1987 – 17. April 1987 1 Woche | 1                                     | Gregory Abbott                        | Shake You Down Gregory Joel Abbott                             | –                                                                                |
| 18. April 1987 – 15. Mai 1987 4 Wochen | 4                                     | The Bangles                           | Walk Like an Egyptian Liam Hillard Sternberg                   | –                                                                                |
| 16. Mai 1987 – 3. Juli 1987 7 Wochen | 7                                     | The Communards                        | Multimix                                                       | Exklusiver spanischer Hitmix, nur für die einheimischen Radiostationen erstellt. |
| 4. Juli 1987 – 2. Oktober 1987 13 Wochen | 13                                    | Desireless                            | Voyage, voyage Jean-Michel Rivat, Dominique Dubois             | –                                                                                |
| 3. Oktober 1987 – 23. Oktober 1987 3 Wochen | 3                                     | Pet Shop Boys                         | It’s a Sin Neil Tennant, Chris Lowe                            | –                                                                                |
| 24. Oktober 1987 – 27. November 1987 5 Wochen | 5                                     | Los Lobos                             | La Bamba Traditional; Text: Richie Valens                      | –                                                                                |
| 28. November 1987 – 2. Dezember 1987 1 Woche | 1                                     | Michael Jackson                       | Bad Michael Joe Jackson                                        | –                                                                                |
| 3. Dezember 1987 – 16. Dezember 1987 2 Wochen (insgesamt 7) | 7                                     | Rick Astley                           | Never Gonna Give You Up Mike Stock, Matt Aitken, Pete Waterman | –                                                                                |
| 17. Dezember 1987 – 23. Dezember 1987 1 Woche | 1                                     | C. C. Catch                           | Soul Survivor Dieter Bohlen                                    | –                                                                                |
| 24. Dezember 1987 – 13. Januar 1988 3 Wochen (insgesamt 7) | 7                                     | Rick Astley                           | Never Gonna Give You Up Mike Stock, Matt Aitken, Pete Waterman | –                                                                                |

## Alben
| | Liste der Nummer-eins-Hits in Spanien | Liste der Nummer-eins-Hits in Spanien | Liste der Nummer-eins-Hits in Spanien | 1988 →                    |
| \| Zeitraum \| Wo. ges. \| Interpret \| Titel \| Zusätzliche Informationen \| \| (Zeitraum, Wochen auf Platz eins, Interpret, Titel, zusätzliche Informationen) \| \| \| \| \| \| ------------------------------------------------------------------------------ \| -------- \| ------------------------ \| ------------------------ \| ------------------------- \| \| 29. Dezember 1986 – 4. Januar 1987 1 Woche \| 1 \| Luis Cobos \| Capriccio Russo \| – \| \| 5. Januar 1987 – 11. Januar 1987 1 Woche (insgesamt 2) \| 2 \| Nana Mouskouri \| Con toda el alma \| – \| \| 12. Januar 1987 – 18. Januar 1987 1 Woche \| 1 \| Madonna \| True Blue \| – \| \| 19. Januar 1987 – 25. Januar 1987 1 Woche (insgesamt 2) \| 2 \| Nana Mouskouri \| Con toda el alma \| – \| \| 26. Januar 1987 – 1. Februar 1987 1 Woche \| 1 \| The Alan Parsons Project \| Gaudi \| – \| \| 2. Februar 1987 – 22. März 1987 7 Wochen (insgesamt 12) \| 12 \| Europe \| The Final Countdown \| – \| \| 23. März 1987 – 5. April 1987 2 Wochen (insgesamt 7) \| 7 \| U2 \| The Joshua Tree \| – \| \| 6. April 1987 – 12. April 1987 1 Woche (insgesamt 12) \| 12 \| Europe \| The Final Countdown \| – \| \| 13. April 1987 – 19. April 1987 1 Woche (insgesamt 8) \| 8 \| The Communards \| Communards \| – \| \| 20. April 1987 – 17. Mai 1987 4 Wochen (insgesamt 12) \| 12 \| Europe \| The Final Countdown \| – \| \| 18. Mai 1987 – 21. Juni 1987 5 Wochen \| 5 \| Julio Iglesias \| Un hombre solo \| – \| \| 22. Juni 1987 – 5. Juli 1987 2 Wochen (insgesamt 7) \| 7 \| U2 \| The Joshua Tree \| – \| \| 6. Juli 1987 – 12. Juli 1987 1 Woche (insgesamt 8) \| 8 \| The Communards \| Communards \| – \| \| 13. Juli 1987 – 2. August 1987 3 Wochen (insgesamt 7) \| 7 \| U2 \| The Joshua Tree \| – \| \| 3. August 1987 – 13. September 1987 6 Wochen (insgesamt 8) \| 8 \| The Communards \| Communards \| – \| \| 14. September 1987 – 20. September 1987 1 Woche \| 1 \| Radio Futura \| La canción de Juan Perro \| – \| \| 21. September 1987 – 7. Oktober 1987 2 Wochen \| 2 \| Joan Manuel Serrat \| Bienaventurados \| – \| \| 8. Oktober 1987 – 14. Oktober 1987 1 Woche \| 1 \| Michael Jackson \| Bad \| – \| \| 15. Oktober 1987 – 28. Oktober 1987 2 Wochen \| 2 \| Joan Manuel Serrat \| Bienaventurados \| – \| \| 29. Oktober 1987 – 9. Dezember 1987 6 Wochen \| 6 \| Bruce Springsteen \| Tunnel of Love \| – \| \| 10. Dezember 1987 – 27. Januar 1988 7 Wochen (insgesamt 12) \| 12 \| Luis Cobos \| Tempo d’Italia \| – \| |                                       |                                       |                                       |                           |
| |                                       |                                       |                                       | → 1988 →                  |
| Zeitraum | Wo. ges.                              | Interpret                             | Titel                                 | Zusätzliche Informationen |
| (Zeitraum, Wochen auf Platz eins, Interpret, Titel, zusätzliche Informationen) |                                       |                                       |                                       |                           |
| 29. Dezember 1986 – 4. Januar 1987 1 Woche | 1                                     | Luis Cobos                            | Capriccio Russo                       | –                         |
| 5. Januar 1987 – 11. Januar 1987 1 Woche (insgesamt 2) | 2                                     | Nana Mouskouri                        | Con toda el alma                      | –                         |
| 12. Januar 1987 – 18. Januar 1987 1 Woche | 1                                     | Madonna                               | True Blue                             | –                         |
| 19. Januar 1987 – 25. Januar 1987 1 Woche (insgesamt 2) | 2                                     | Nana Mouskouri                        | Con toda el alma                      | –                         |
| 26. Januar 1987 – 1. Februar 1987 1 Woche | 1                                     | The Alan Parsons Project              | Gaudi                                 | –                         |
| 2. Februar 1987 – 22. März 1987 7 Wochen (insgesamt 12) | 12                                    | Europe                                | The Final Countdown                   | –                         |
| 23. März 1987 – 5. April 1987 2 Wochen (insgesamt 7) | 7                                     | U2                                    | The Joshua Tree                       | –                         |
| 6. April 1987 – 12. April 1987 1 Woche (insgesamt 12) | 12                                    | Europe                                | The Final Countdown                   | –                         |
| 13. April 1987 – 19. April 1987 1 Woche (insgesamt 8) | 8                                     | The Communards                        | Communards                            | –                         |
| 20. April 1987 – 17. Mai 1987 4 Wochen (insgesamt 12) | 12                                    | Europe                                | The Final Countdown                   | –                         |
| 18. Mai 1987 – 21. Juni 1987 5 Wochen | 5                                     | Julio Iglesias                        | Un hombre solo                        | –                         |
| 22. Juni 1987 – 5. Juli 1987 2 Wochen (insgesamt 7) | 7                                     | U2                                    | The Joshua Tree                       | –                         |
| 6. Juli 1987 – 12. Juli 1987 1 Woche (insgesamt 8) | 8                                     | The Communards                        | Communards                            | –                         |
| 13. Juli 1987 – 2. August 1987 3 Wochen (insgesamt 7) | 7                                     | U2                                    | The Joshua Tree                       | –                         |
| 3. August 1987 – 13. September 1987 6 Wochen (insgesamt 8) | 8                                     | The Communards                        | Communards                            | –                         |
| 14. September 1987 – 20. September 1987 1 Woche | 1                                     | Radio Futura                          | La canción de Juan Perro              | –                         |
| 21. September 1987 – 7. Oktober 1987 2 Wochen | 2                                     | Joan Manuel Serrat                    | Bienaventurados                       | –                         |
| 8. Oktober 1987 – 14. Oktober 1987 1 Woche | 1                                     | Michael Jackson                       | Bad                                   | –                         |
| 15. Oktober 1987 – 28. Oktober 1987 2 Wochen | 2                                     | Joan Manuel Serrat                    | Bienaventurados                       | –                         |
| 29. Oktober 1987 – 9. Dezember 1987 6 Wochen | 6                                     | Bruce Springsteen                     | Tunnel of Love                        | –                         |
| 10. Dezember 1987 – 27. Januar 1988 7 Wochen (insgesamt 12) | 12                                    | Luis Cobos                            | Tempo d’Italia                        | –                         |